# Fafleralp
Die Fafleralp ist eine Alp in der Munizipalgemeinde Blatten im Schweizer Kanton Wallis. Die namengebende Siedlung Fafler oder Faflär liegt auf 1789 m ü. M. und ist mit dem Postauto erschlossen.

## Geographie
| \| \|                                                                     |
| Lage der Fafleralp in den Berner Alpen (links) und in den Alpen (rechts). |
|                                                                           |

Die Fafleralp liegt im Lötschental, das seinerseits Teil der Berner Alpen ist.
Neben der Siedlung Fafler und der Fafleralp gibt es mit dem gleichen Bestimmungswort auch die Faflärbletschä ‘die ebenen Flächen auf der Fafleralp’, die Faflermattä ‘die Wiesen der Fafleralp’, den Faflersee ‘der See auf der Fafleralp’, die Faflärschluichen ‘die Schluchten ob der Fafleralp’, den Faflärstafel ‘der Stafel der Fafleralp’, den Faflerwald ‘der Wald ob der Fafleralp’, den Uistre und den Indrä Faflerbach ‘der Bach, der durch das äussere bzw. innere Faflertal fliesst’ und die Foder, Hinder, Inder und Uister Faflärdischligen ‘das vordere / hintere / innere und äussere Gebiet mit Disteln bei den Faflärtälern’.

## Sehenswürdigkeiten
Auf der Fafleralp steht die Kapelle St. Bernhard, ein Kulturgut von regionaler Bedeutung, KGS-Nr. 6641.
Hier endet der Lötschberg-Panoramaweg und startet der Fafleralp-Rundweg. Am Talschluss erstreckt sich der Langgletscher.

## Bergsturz von Blatten (Mai 2025)
Mit der grossräumigen Sperrung der Talschaft im Bereich von Blatten und der plötzlichen Evakuierung des Dorfes am 19. Mai 2025 aufgrund eines sich anbahnenden Bergsturzes vom Kleinen Nesthorn ist der Zugang zur Fafleralp über die Strasse seither unterbrochen. Etwa ein Dutzend Personen harrten seitdem auf der Alp aus. Sie wurden am 29. Mai, einen Tag, nachdem der katastrophale Bergsturz nahezu das ganze Dorf Blatten vernichtete, mit Hubschraubern ausgeflogen, ebenso ihre dort verbliebenen Weidetiere und Autos. Am 31. Mai wurde die Belegschaft des Hotels ausgeflogen.

## Nachweise
1. 1 2  Gemäss Ortsnamen.ch
2. 1 2 3  Iwar Werlen (Hrsg.): Oberwalliser Orts- und Flurnamenbuch. Band 2: Flurnamen D–J. Narr Francke Attempto, Tübingen 2024, S. 106 f., Stichwort Fafler.
3. ↑  Gletscher droht Dorf zu begraben: Hotel von der Außenwelt abgeschnitten. In: t-online.de. 25. Mai 2025, abgerufen am 31. Mai 2025.
4. ↑  Dorf Blatten verschüttet - Lonza steigt +++ Gampel/Steg sollen sich auf Räumung vorbereiten. In: srf.ch. Abgerufen am 31. Mai 2025.
5. ↑  Legendäres Hotel – Abschied von der Fafleralp. In: srf.ch. 1. Juni 2025, abgerufen am 1. Juni 2025.